# Marionina mesopsamma
Marionina mesopsamma är en ringmaskart som beskrevs av Lasserre 1966. Marionina mesopsamma ingår i släktet Marionina och familjen småringmaskar. Inga underarter finns listade i Catalogue of Life.